# Wojciech Rafałowski
Wojciech Marek Rafałowski (ur. 12 maja 1986 w Warszawie) – polski socjolog, doktor habilitowany, pracownik naukowy Uniwersytetu Warszawskiego.

## Życiorys
W 2010 roku ukończył studia socjologiczne w ówczesnym Instytucie Socjologii Wydziału Filozofii i Socjologii Uniwersytetu Warszawskiego. Na tym samym wydziale na podstawie rozprawy doktorskiej pt. Fragmentacja i polaryzacja systemów partyjnych w krajach pokomunistycznych pod kierunkiem profesora Jacka Raciborskiego w 2014 roku został doktorem nauk społecznych. A w 2023 roku habilitował się na Wydziale Socjologii Uniwersytetu Warszawskiego, na którym pracuje na stanowisku adiunkta w Katedrze Socjologii Polityki.
W kręgu zainteresowań oraz tematów badawczych dr hab. Rafałowskiego znajdują się: porównawcze badania w obszarze polityki, kampanie wyborcze i rywalizacja wyborcza, systemy partyjne i wyborcze, metody badań ilościowych oraz kraje postkomunistyczne.
W latach 2019-2020 stypendysta Programu Fulbrighta (Visiting Scholar) na Washington University w Saint Louis (USA).

## Publikacje
Jest autorem artykułów, które zostały opublikowane w pismach specjalistycznych takich jak m.in.: „Decyzje”, „Studia Polityczne”, „Studia Socjologiczne”, „Studia Socjologiczno-Polityczne”, „Studia Wyborcze” oraz publikacji książkowych m.in.:
- Opisywanie i wyjaśnianie systemu partyjnego. Metody pomiaru, Oficyna Wydawnicza Aspra–JR, Warszawa, 2017, s. 223, ISBN 978-83-7545-755-1
- Transpłciowa społeczność a COVID-19. Jak sobie radzimy, czego potrzebujemy? Raport z badania ankietowego (wraz z Wiktorem Dynarskim, Julią Katą, Miłoszem Przepiórkowskim, Emilią Wiśniewską), Trans-Fuzja, Warszawa, 2022, s. 123, ISBN 978-83-64839-17-7
- Kampanie parlamentarne w Polsce. Analiza programów i apeli wyborczych w perspektywie paradygmatu ekspozycji treści, Wydawnictwo Naukowe Scholar, Warszawa, 2023, s. 309, ISBN 978-83-67450-04-1[3][4]